# Niederländisch-russische Beziehungen
Die Niederländisch-russischen Beziehungen sind das zwischenstaatliche Verhältnis zwischen den Niederlanden und Russland. Der russische Zar Peter der Große besuchte die Niederlande gegen Ende des 17. Jahrhunderts, was ihn zu Modernisierungsmaßnahmen für sein Reich inspirierte. Im 19. Jahrhundert bestanden freundschaftliche Beziehungen, die durch die Befreiung der Niederlande von der napoleonischen Fremdherrschaft mit russischer Hilfe 1813–1815 und eine dynastische Ehe (1816) zwischen der russischen Großfürstin Anna Pawlowna und dem Prinzen Wilhelm von Oranien-Nassau gefestigt wurden. Nach der Oktoberrevolution 1917 brachen die Kontakte für längere Zeit ab und während des Kalten Krieges bestanden keine engen Beziehungen, trotz gelegentlicher Kontakte. Nach 1991 entwickelten sich intensivere wirtschaftliche und kulturelle Kontakte mit der Russischen Föderation, die jedoch durch die Annexion der Krim 2014 und spätestens den Russischer Überfall auf die Ukraine 2022 schwer erschüttert wurden.

## Geschichte

### Frühe Kontakte (17.–19. Jahrhundert)

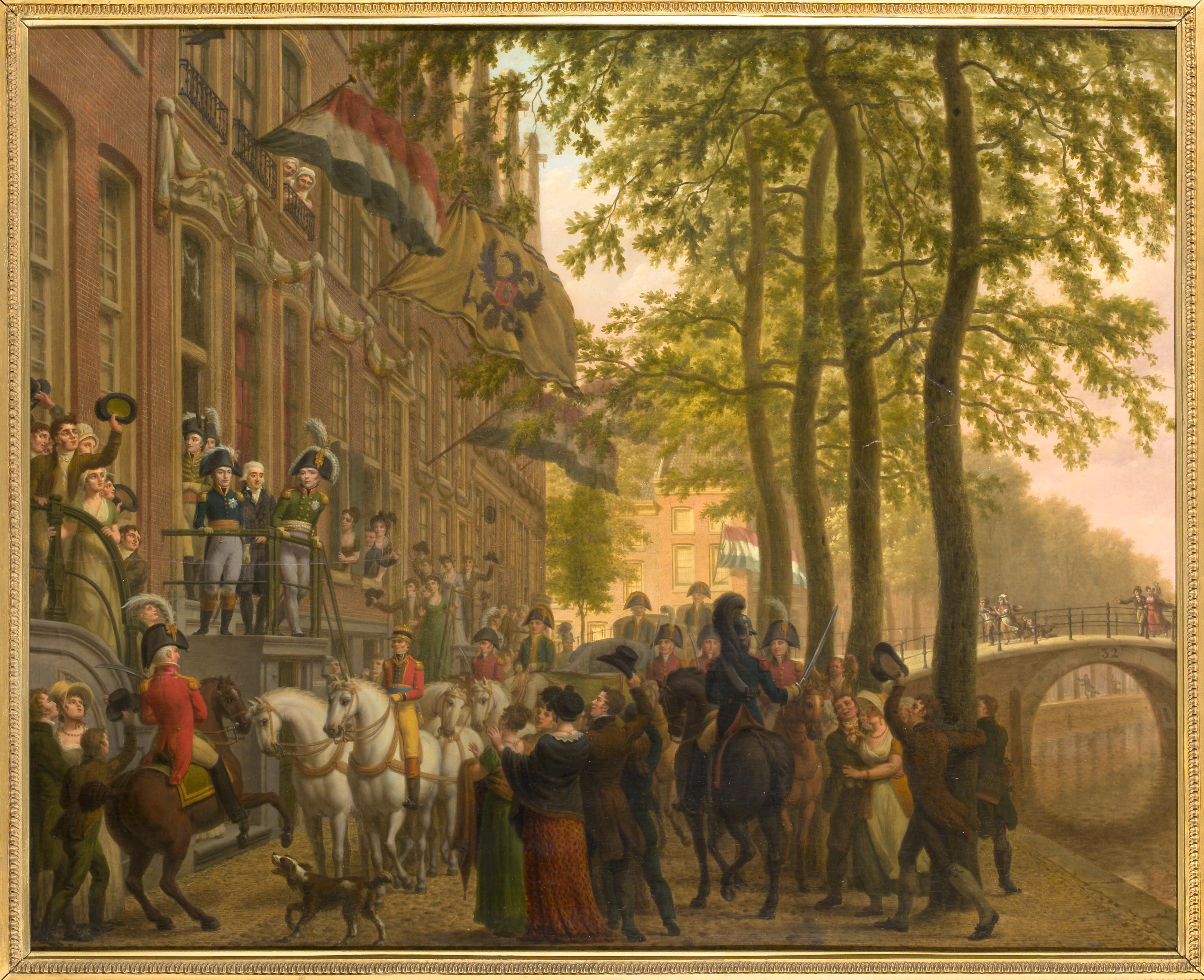
Alexander I. und Wilhelm I. in Amsterdam (1814)

Im späten 16. und 17. Jahrhundert nahmen Kaufleute aus den Niederlanden lebhaften Handel mit dem Zarentum Russland auf; über den Hafen von Archangelsk gelangten niederländische Schiffe nach Russland, wo sie Holz, Pelze und andere Rohstoffe erwarben. Im Gegenzug exportierten die Niederländer unter anderem Waffen und Schiffbaumaterial an die Russen; dies trug zur militärischen Modernisierung Russlands bei. Zar Peter I. schloss die Niederlande in sein „Große Gesandtschaft“ genannten Westeuropabesuch (1697/98) ein und hielt sich mehrere Monate inkognito in den Niederlanden auf, um den dortigen Schiffbau und die Marine kennenzulernen. Er warb auch einige Fachleute wie Cornelius Cruys an, der Admiral im Dienste des Zaren wurde. Beeinflusst von seinen Erlebnissen, führte er viele westeuropäische Einflüsse in Russland ein. So orientierte sich die von Peter gegründete neue Hauptstadt Sankt Petersburg (ab 1703) architektonisch am Vorbild Amsterdams und sogar die russische Trikolore-Flagge geht auf die niederländische Flagge zurück. Auch kulturell wirkten die Niederlande und Russland früh aufeinander. Zahlreiche niederländische Kunstwerke gelangten im 18. Jahrhundert in die Eremitage in Sankt Petersburg (z. B. Gemälde von Rembrandt), während umgekehrt russische Adlige und Künstler die Niederlande bereisten. 
Im frühen 19. Jahrhundert standen die Niederlande und Russland Seite an Seite im Kampf gegen das napoleonische Frankreich. Russische Truppen spielten 1813 eine wichtige Rolle bei der Befreiung der Niederlande von der französischen Besatzung und Zar Alexander I. setzte die Wiedereinsetzung des Hauses Oranien als niederländische Monarchen durch. Zur Festigung der Beziehungen heiratete 1816 Alexanders Schwester, Großfürstin Anna Pawlowna, den niederländischen Thronfolger Wilhelm (später König Wilhelm II.), womit eine familiäre Bindung zwischen den Königshäusern entstand. Im weiteren 19. Jahrhundert blieben die politischen Beziehungen im Großen und Ganzen freundschaftlich. Die Niederlande verhielten sich in Konflikten des 19. Jahrhunderts neutral und gerieten nicht in direkte Konfrontation mit Russland. So blieben sie etwa im Krimkrieg (1853–1856) neutral. Ein Zeichen der Kooperation war, dass auf Initiative des russischen Zaren Nikolaus II. die ersten internationalen Haager Friedenskonferenzen 1899 und 1907 in den Niederlanden stattfanden. Im Ersten Weltkrieg (1914–1918) blieben die Niederlande neutral, während Russland aufseiten der Triple Entente kämpfte; direkte Berührungspunkte bestanden kaum.

### Niederlande und die Sowjetunion (1917–1991)
Nach der russischen Oktoberrevolution 1917 brachen die traditionellen diplomatischen Kontakte ab, da die Niederlande das bolschewistische Sowjetrussland bzw. ab 1922 die Sowjetunion als bürgerliche Demokratie aus ideologischen Gründen lange Zeit nicht anerkannten. Erst im Juli 1942 – nach dem deutschen Überfall auf die UdSSR, als die Sowjetunion zum Verbündeten der westlichen Alliierten wurde – nahm die niederländische Exilregierung in London offizielle Beziehungen zur Sowjetunion auf. Während des Zweiten Weltkriegs blieb die bereits 1940 von Deutschland besetzte Niederlande zwar ohne eigene Armee, doch schlossen sich etwa 22.000 bis 25.000 niederländische Freiwillige der deutschen Waffen-SS an und kämpften an der Ostfront gegen die Rote Armee. Von der Exilregierung wurde dies nicht gebilligt. Nach Kriegsende 1945 wurden reguläre diplomatische Beziehungen zwischen der befreiten demokratischen Niederlande und der UdSSR aufgenommen.
Im Kalten Krieg (1947–1991) zählten die Niederlande zum westlichen Lager (NATO-Gründungsmitglied 1949) und betrachteten die Sowjetunion als sicherheitspolitische Hauptbedrohung. Entsprechend hielten sich die direkten Kontakte in Grenzen. Trotzdem gab es begrenzte wirtschaftliche Verbindungen: Niederländische Firmen wie Philips oder Shell betrieben Handel mit der UdSSR, und die Niederlande importierten zeitweise sowjetische Rohstoffe. 1975 gehörten beide Staaten zu den Unterzeichnern der KSZE-Schlussakte von Helsinki. Auch auf kulturellem Gebiet bestanden Kontakte, etwa durch Austausch von Künstlern und Ausstellungen. Die kleine Kommunistische Partei der Niederlande pflegte bis in die 1960er-Jahre enge Bindungen nach Moskau. Insgesamt blieben die Beziehungen jedoch vom Ost-West-Konflikt geprägt und kühl.

### Niederländisch-russische Beziehungen nach 1991

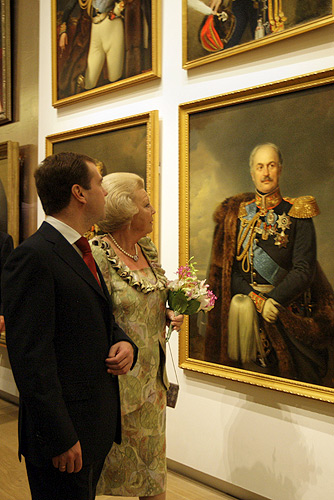
Dmitri Medwedew mit Königin Beatrix in den Niederlanden (2009)

Nach dem Zerfall der Sowjetunion Ende 1991 nahmen die Niederlande diplomatische Beziehungen mit der neu gegründeten Russischen Föderation auf. In den 1990er- und 2000er-Jahren entwickelten sich vielfältige Kontakte: Die niederländische Regierung unterstützte russische Reformprojekte (z. B. Aufbau von Rechtsstaatlichkeit) und setzte sich im Rahmen der EU für eine Annäherung Russlands an Europa ein. Wirtschaftlich stiegen die Niederlande zu einem der wichtigsten westlichen Handelspartner und Investoren in Russland auf (siehe Abschnitt Wirtschaft). 2009 eröffneten Präsident Dmitri Medwedew und Königin Beatrix in Amsterdam die „Hermitage Amsterdam“, einen Ableger der Eremitage, als Symbol enger kultureller Zusammenarbeit. Im Jahr 2013 fanden in den Niederlanden und Russland zahlreiche kulturelle Veranstaltungen statt, um 400 Jahre diplomatische Beziehungen zu feiern. Allerdings wurde dieses Jubiläumsjahr von Spannungen überschattet: Im Oktober 2013 verhaftete die niederländische Polizei einen russischen Diplomaten (Dimitri Borodin) in Den Haag, was laut Russland gegen dessen diplomatische Immunität verstieß. Kurz darauf wurde ein niederländischer Botschaftsrat in Moskau von Unbekannten in seiner Wohnung überfallen.
Durch den Ukraine-Konflikt ab 2014 verschlechterte sich das Verhältnis drastisch. Die Niederlande beteiligten sich an den EU-Sanktionen gegen Russland nach der Annexion der Krim. Am 17. Juli 2014 wurde Malaysia-Airlines-Flug 17 auf dem Weg von Amsterdam nach Kuala Lumpur über dem ostukrainischen Kriegsgebiet abgeschossen; dabei starben 298 Menschen, darunter 193 Niederländer. Internationale Ermittlungen kamen zu dem Schluss, dass das Flugzeug von einer russischen Luftabwehrrakete getroffen wurde, die von prorussischen Separatisten abgefeuert wurde. Die niederländische Regierung machte Russland für den Abschuss mitverantwortlich und forderte Aufklärung. Die diplomatischen Kontakte beider Staaten wurden in der Folgezeit zurückgefahren. Der russische Überfall auf die Ukraine im Februar 2022 markierte den endgültigen Tiefpunkt der Beziehungen. Die Niederlande verurteilten die Invasion scharf, bekundeten ihre Unterstützung für die Ukraine und schlossen sich sämtlichen EU-Sanktionen gegen Russland an. Russland setzte die Niederlande im Gegenzug wie alle EU-Staaten auf die Liste „unfreundlicher Staaten“.

## Wirtschaft
Nach dem Ende des Kalten Krieges boomte der gegenseitige Warenhandel für mehr als zwei Jahrzehnte. So stiegen die Niederlande zeitweise zu einem der größten Handelspartner Russlands in Europa auf: 2020 entfielen z. B. 7,5 % der gesamten russischen Warenausfuhren auf die Niederlande und 13,3 % vor der Ukrainekrise im Jahr 2013. Die Niederlande importierten vor allem Energieträger und Rohstoffe aus Russland – Erdöl, Erdgas, Metalle und Kohle – und exportierten im Gegenzug Maschinen, chemische Erzeugnisse sowie Agrarprodukte (traditionell z. B. niederländische Blumen) nach Russland. Die Hafenanlagen in Rotterdam entwickelten sich zu einem wichtigen Umschlagplatz für russisches Erdöl und andere Güter. In den 2000er-Jahren investierten niederländische Konzerne wie Royal Dutch Shell in großem Umfang in russische Projekte (etwa im Erdgas-Projekt Sachalin II, an dem Shell bis 2022 beteiligt war). Umgekehrt nutzten zahlreiche russische Unternehmen die Niederlande als Standort für Tochterfirmen oder Holdings, nicht zuletzt aus steuerlichen Gründen. Einige russische Unternehmen wie Yandex verlegten sogar ihren Sitz in die Niederlande. Mehrere große niederländische Firmen (darunter Shell und Heineken) zogen sich 2022 aus dem Russland-Geschäft zurück, wodurch es zu einem Rückgang des Handels kam.

## Diplomatische Standorte
- Die Niederlande haben eine Botschaft in Moskau und ein Generalkonsulat in Sankt Petersburg.
- Russland hat eine Botschaft in Den Haag.

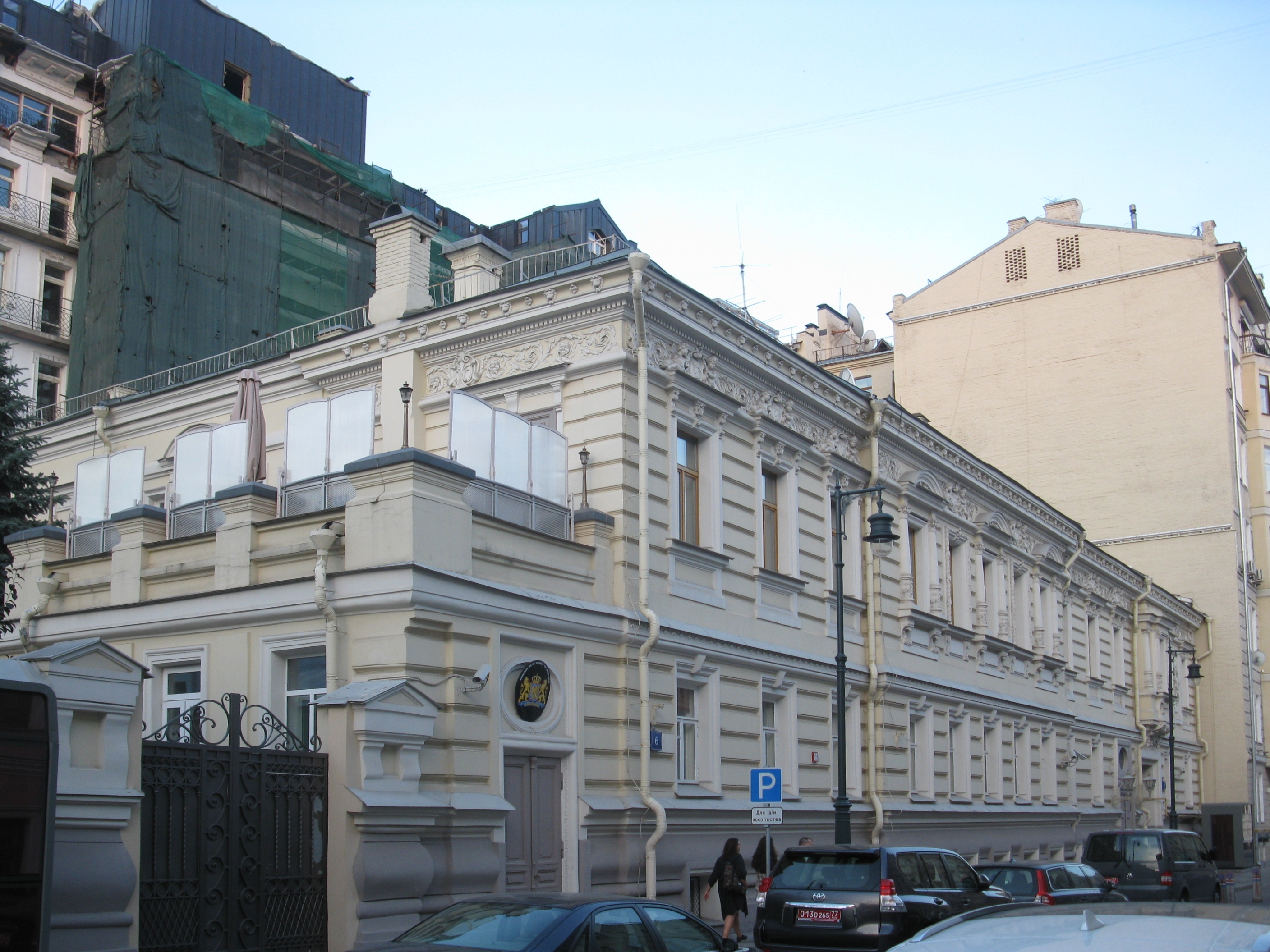
Niederländische Botschaft in Moskau
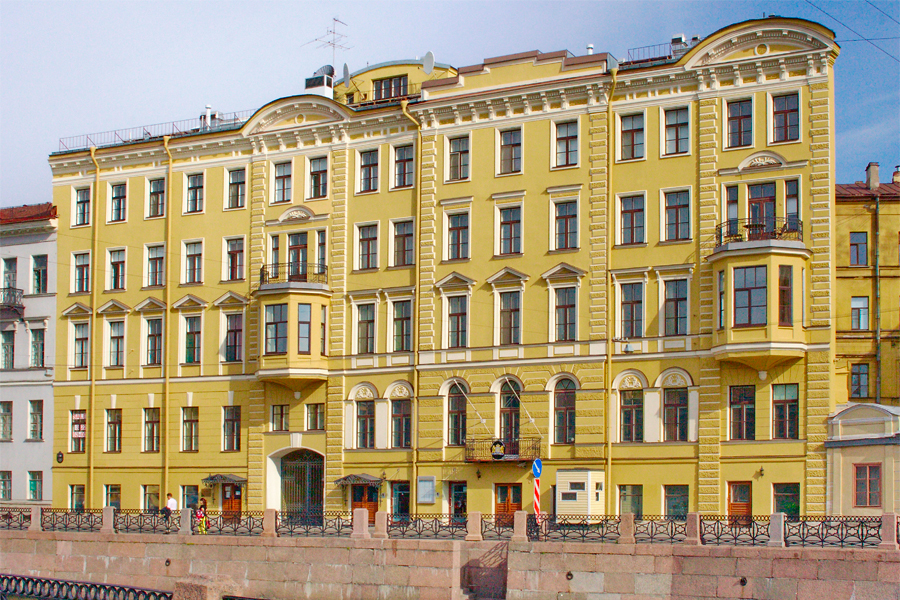
Niederländisches Generalkonsulat in Sankt Petersburg
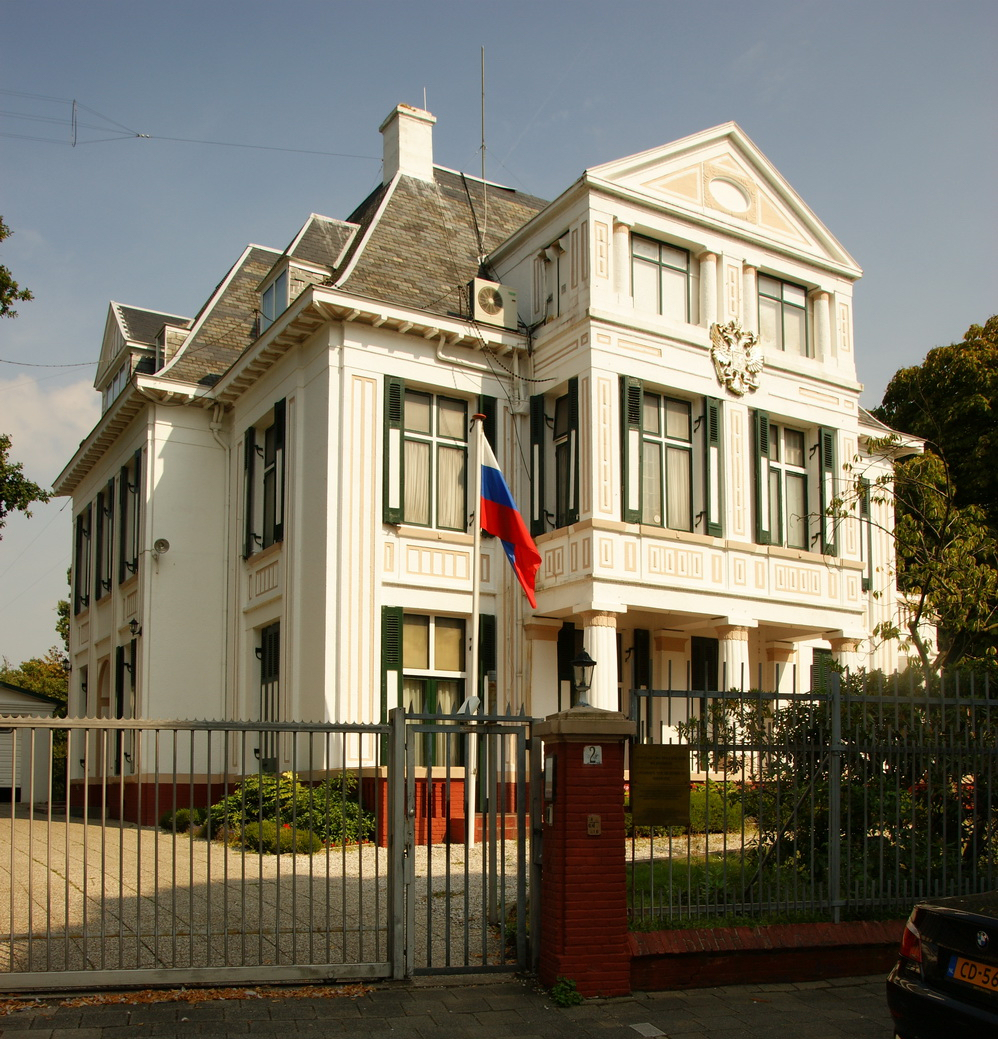
Russische Botschaft in Den Haag